# Jean Curot
Johann (Jean) Curot (Neudorf, 3 augustus 1882 – Cents, Luxemburg-Stad, 21 april 1954) was een Luxemburgs beeldhouwer, kunstschilder, tekenaar en ontwerper.

## Leven en werk
Jean Curot werd geboren in Neudorf als een zoon van Theodor Curot en Margaretha Lamesch, die destijds woonden in Thionville. Hij studeerde aan de École d'artisans de l'État in de stad Luxemburg, waar hij les kreeg van Jean-Baptiste Wercollier. Hij vervolgde zijn opleiding in Parijs, aan de kunstacademie van München en de Akademie der bildenden Künste Wien. Bij terugkeer in Luxemburg (in of voor 1905) werd hij aangesteld als professor aan de École d'artisans. Tot zijn leerlingen behoorde Joseph Probst. Curot trouwde in 1912 met Clementine Grosber.
Curot maakte boekillustraties, boekomslagen en affiches en ontwierp onder meer gedenktekens. Hij was (bestuurs)lid van de Cercle Artistique de Luxembourg. Op de Salon du CAL, de jaarlijkse tentoonstelling, won hij in 1907 samen met Auguste van Werveke de Prix Grand-Duc Adolphe. Ze moesten het bijbehorend geldbedrag van 250 Mark delen. Curot nam een aantal malen deel aan ontwerpwedstrijden voor affiches: Hij werd eerste en derde (met Jean-Théodore Mergen) in een wedstrijd van de CAL (1907) en tweede, na Pierre Blanc, in een wedstrijd van de CAL (1914), tweede bij een wedstrijd voor de vakbeurs (1921) en behaalde een gedeelde tweede plaats -naast Michel Haagen- voor een affiche voor de Luxemburgse Mustermesse (1924). In 1919 behaalde hij bij een ontwerpwedstrijd voor goedkope en betaalbare woninginrichting zowel de tweede als de derde plaats. 
Samen met Pierre Blanc en Claus Cito had hij zitting in de Commissie voor Kunst ter voorbereiding op de kunstwedstrijden op de Olympische Zomerspelen 1924 in Parijs. Frantz Heldenstein, plaatsvervangend commissielid, behaalde op de Spelen een zilveren medaille. Een jaar later ontwierp Curot het entree van het Luxemburgs paviljoen voor de wereldtentoonstelling van 1925 in Parijs. In 1931 deed hij mee aan een ontwerpwedstrijd voor een monument ter herinnering aan Michel Rodange, schrijver van Renert oder de Fuuss am Frack an a Maansgréisst, een Luxemburgse bewerking van Van den vos Reynaerde. Een internationale jury bestaande uit onder anderen Auguste Perret, Victor Rousseau en Frantz Seimetz verkoos Curots ontwerp uit de elf inzendingen.
Jean Curot werd benoemd tot Officier van de Académie française (1926) en Ridder in de Orde van de Eikenkroon (1935). Hij overleed op 71-jarige leeftijd in Cents, een stadsdeel van de stad Luxemburg.

## Enkele werken
- 1905 lijst voor een portret van Michel Engels, geschilderd door Franz Seimetz. De CAL had een monument willen oprichten voor oud-voorzitter Engels, omdat er niet genoeg geld binnenkwam werd gekozen voor een portret.[9]
- 1912 illustratues voor de gedichtenbundel Spackelrŏsen van Willy Goergen.
- 1924 Eerste Wereldoorlog-monument in Clausen, ter herinnering aan de slachtoffers van een bombardement op 8 juli 1918 op Clausen en Neudorf. Uitgevoerd door Hubert Jacquemart.
- 1925 ontwerp dressoir met vitrinekast in art-decostijl voor de wereldtentoonstelling van 1925 in Parijs. Uitgevoerd door meubelmaker Ernest Thill en opgenomen in de collectie van het Musée National d'Histoire et d'Art.[10]
- 1931 ontwerp van De Fiischen of Michel Rodange-monument aan de Place Guillaume II, stad Luxemburg. Renert de vos werd gebeeldhouwd door Henri Demuth en Ernest Grosber.[11] Jean-Théodore Mergen maakte het medaillonportret van Rodange. Het monument werd in 1932 onthuld.[12]
- 1947 Syren, potloodtekening, 42,5 x 28 cm, collectie Villa Vauban
- Fleurs, olieverf op doek, 42 x 33,5 cm, collectie Villa Vauban.

## Fotogalerij

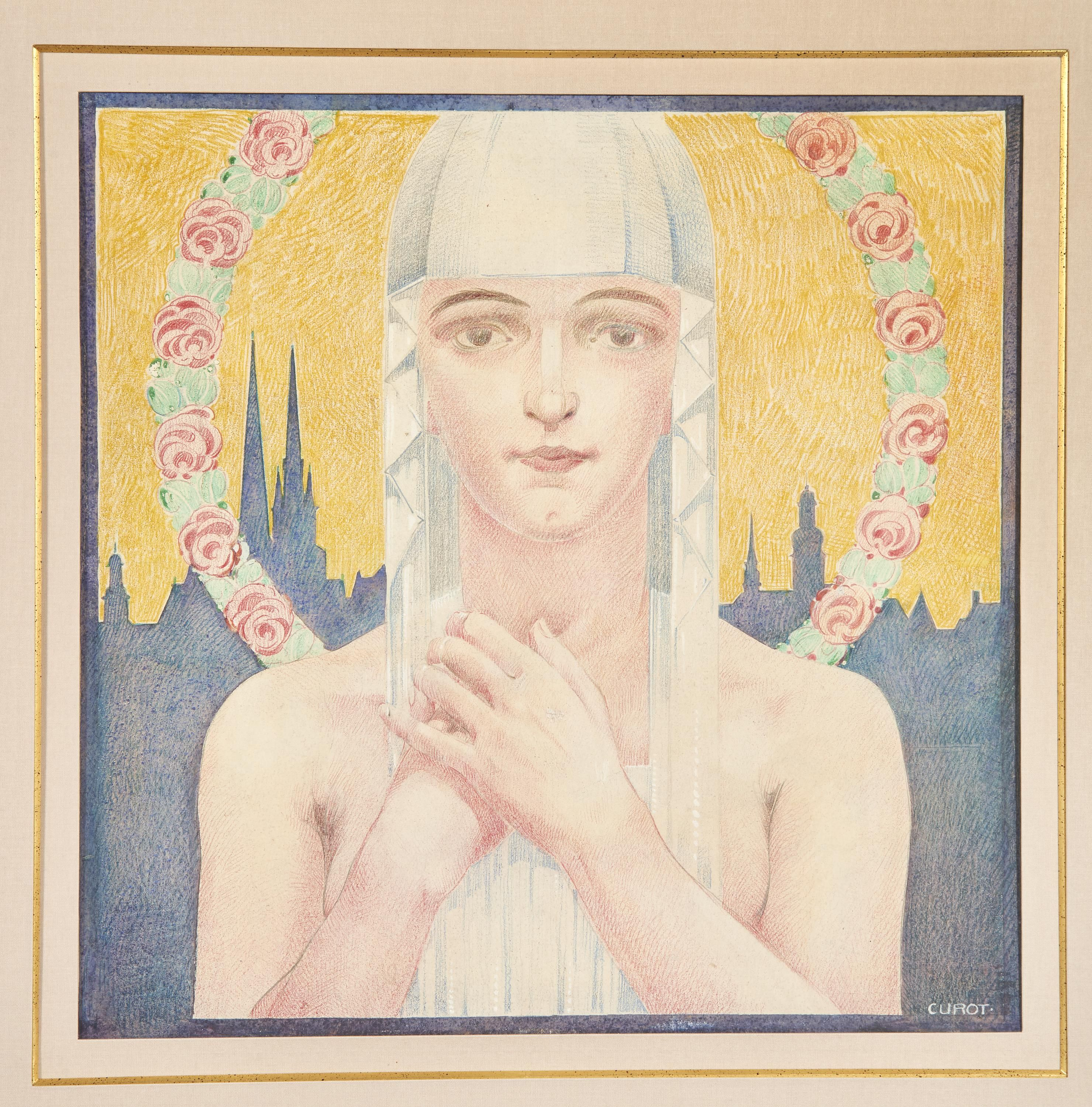
Portret van een meisje met wit haar
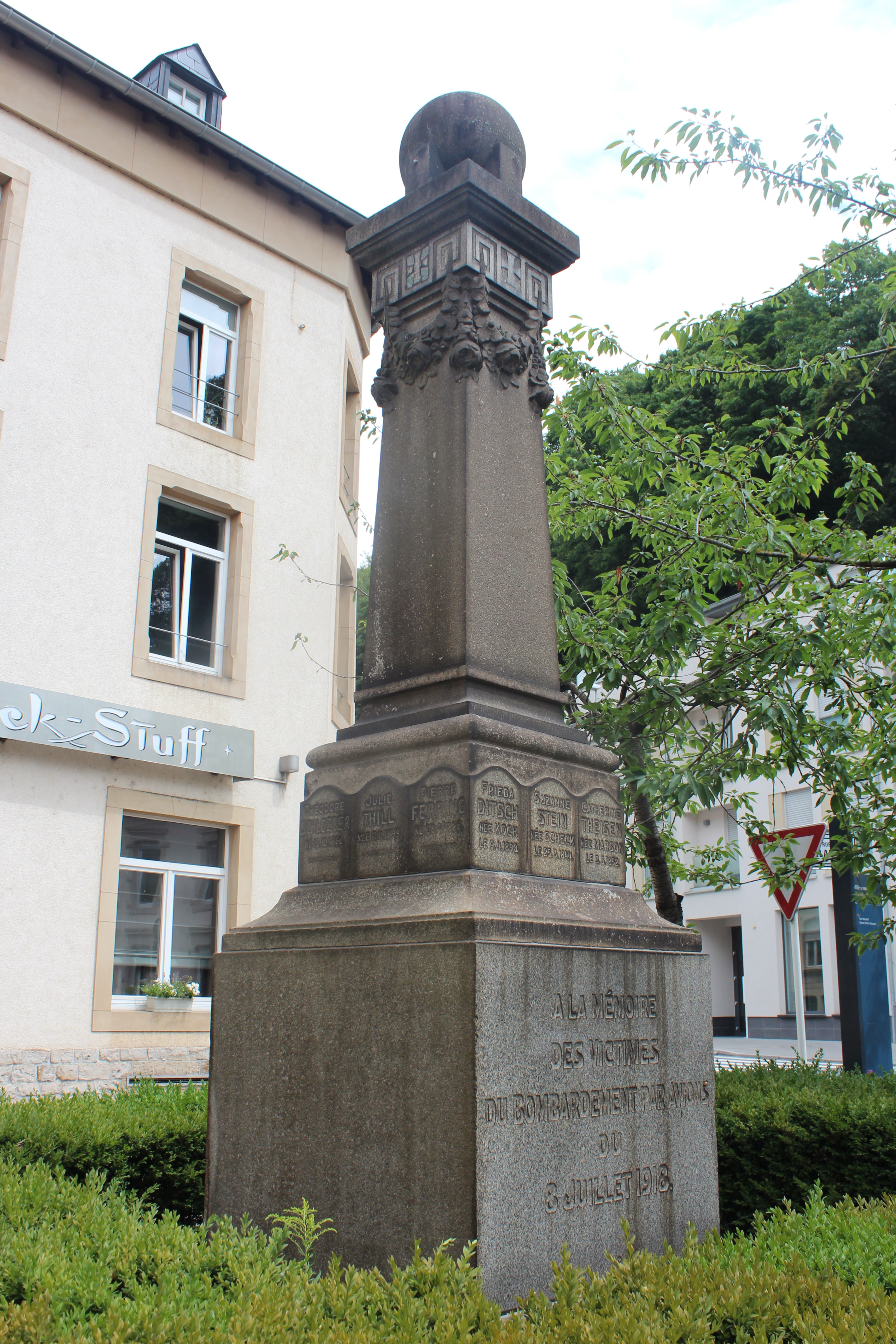
Eerste Wereldoorlog-monument (1924), Clausen

- Musée national d'archéologie, d'histoire et d'art: lkl005430